# Onthophagus chebaicus
Onthophagus chebaicus är en skalbaggsart som beskrevs av Antoine Boucomont 1919. Onthophagus chebaicus ingår i släktet Onthophagus och familjen bladhorningar. Inga underarter finns listade i Catalogue of Life.